# Tomasz Futera
Tomasz Futera (ur. 1 lutego 1962 w Kocku) – polski nauczyciel, samorządowiec, od 2006 burmistrz miasta i gminy Kock.

## Życiorys
Syn Ryszarda i Krystyny. Pracował jako nauczyciel historii w Zespole Szkół w Kocku, od 1 września 2003 jako dyrektor.
26 listopada 2006 w drugiej turze głosowania na burmistrza Kocka kandydat Komitetu Wyborczego Wyborców „Rozwój Miasta i Gminy Kock” uzyskał 60,93% poparcia, pokonując ówczesnego burmistrza Stanisława Jeśkiewicza. W wyborach samorządowych w 2010 uzyskał reelekcję w pierwszej turze, otrzymując 80,46% głosów. W 2014 startował jako jedyny kandydat Głosowało na niego 2 514 osób, przy 79 głosach nieważnych i 440 głosach przeciw. W 2018 ponownie nie miał kontrkandydata. W wyborach samorządowych w 2024 w pierwszej turze uzyskał 33,43% poparcia, zajmując pierwsze miejsce wśród czterech kandydatów. W drugiej turze zdobył 52,43% głosów i rozpoczął piątą kadencję na stanowisku burmistrza Kocka.